# Сарук (Марказі)
Сарук (перс. ساروق) — село в Ірані, у дегестані Сарук, у бахші Сарук, шагрестані Фараган остану Марказі. За даними перепису 2006 року, його населення становило 2189 осіб, що проживали у складі 647 сімей.

## Клімат
Середня річна температура становить 11,88°C, середня максимальна – 31,28°C, а середня мінімальна – -10,16°C. Середня річна кількість опадів – 272 мм.
| Клімат поселення                              | Клімат поселення | Клімат поселення | Клімат поселення | Клімат поселення | Клімат поселення | Клімат поселення | Клімат поселення | Клімат поселення | Клімат поселення | Клімат поселення | Клімат поселення | Клімат поселення | Клімат поселення |
| Показник                                      | Січ.             | Лют.             | Бер.             | Квіт.            | Трав.            | Черв.            | Лип.             | Серп.            | Вер.             | Жовт.            | Лист.            | Груд.            |                  |
| Середній максимум, °C                         | 6,19             | 8,52             | 13,05            | 18,55            | 23,48            | 29,58            | 31,28            | 30,88            | 26,03            | 19,78            | 12,73            | 7,24             |                  |
| Середня температура, °C                       | −1,99            | 0,34             | 4,87             | 10,38            | 15,30            | 21,39            | 25,32            | 24,92            | 20,07            | 13,81            | 6,79             | 1,29             |                  |
| Середній мінімум, °C                          | −10,16           | −7,83            | −3,31            | 2,21             | 7,14             | 13,22            | 19,37            | 18,96            | 14,11            | 7,86             | 0,82             | −4,68            |                  |
| Норма опадів, мм                              | 40               | 36               | 48               | 35               | 33               | 5                | 1                | 1                | 0                | 9                | 25               | 39               |                  |
| Середньомісячна швидкість вітру, м/с          | 2.07             | 2.01             | 2.99             | 2.96             | 2.90             | 2.50             | 2.51             | 2.47             | 2.23             | 2.16             | 1.79             | 1.80             |                  |
| Середньомісячна сонячна радіація, кДж/м²·день | 8953             | 12339            | 14800            | 18263            | 22133            | 26893            | 25909            | 23986            | 20995            | 15514            | 10855            | 8830             |                  |
| --------------------------------------------- | ---------------- | ---------------- | ---------------- | ---------------- | ---------------- | ---------------- | ---------------- | ---------------- | ---------------- | ---------------- | ---------------- | ---------------- | ---------------- |
| Джерело:                                      |                  |                  |                  |                  |                  |                  |                  |                  |                  |                  |                  |                  |                  |